# Dicranella ihsibae
Dicranella ihsibae är en bladmossart som beskrevs av Brotherus och Iishiba 1929. Dicranella ihsibae ingår i släktet jordmossor, och familjen Dicranaceae. Inga underarter finns listade i Catalogue of Life.